# Anomophysis australis
Anomophysis australis là một loài bọ cánh cứng trong họ Cerambycidae.